# Anthocharis damone
Anthocharis damone — вид денних метеликів родини біланових (Pieridae).

## Поширення
Вид поширений в Південній Європі та Західній Азії. Трапляється на півдні Апеннінського півострова, в Сицилії, Балканському півострові, Малій Азії, Ірані, Сирії, Лівані. Живе в арідних рідколіссях і нагірно-ксерофільних формаціях хребтів.

## Опис
Довжина переднього крила 16—22 мм. Розмах крил 30—35 мм. Вусики головчасті, зверху темні, знизу білуваті, вершина булави світла. Голова і груди вкриті густими білувато-жовтими волосками.
У самця фон крил лимонно-жовтий, яскравий. Переднє крило зверху з великим помаранчевим полем, обмеженим всередині більш-менш розвиненою темною перев'яззю, на тлі якої завжди добре проглядається чітка дискальна пляма. Вершина переднього крила затемнена, внутрішня межа цього темного поля зубчаста, різка; знизу цьому полю відповідає яскраво-жовта ділянку з рідкісними темними лусочками; бахрома строката, складається з чорних і жовтувато білих ділянок. Заднє крило зверху лимонно-жовте, одноманітно забарвлене по всій поверхні, знизу — з малюнком з темних полів неправильної форми по жовтому тлі. Бахрома одного кольору з фоном, іноді з темними штрихами проти жилок.
У самиці крила зверху і знизу кремово-білі. Переднє крило зверху з чіткою дискальною плямою і темним полем біля вершини, що містить довгасті білі ділянки. Знизу переднє крило кремово-біле, з чорною дискальною плямою і яскраво-жовтою вершиною, заднє — яскраво-жовте, з малюнком, як у самця.

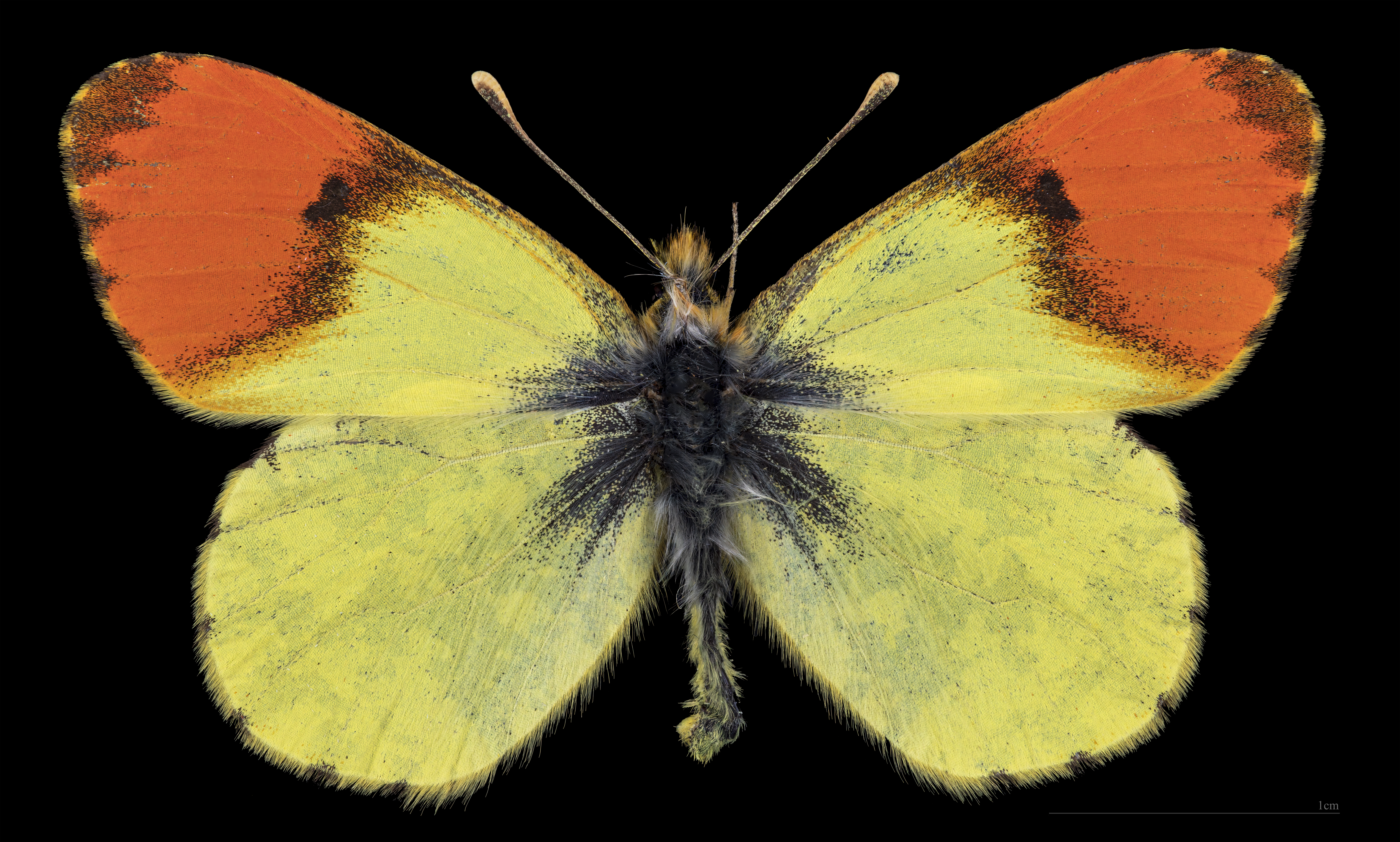
Anthocharis damone ♂
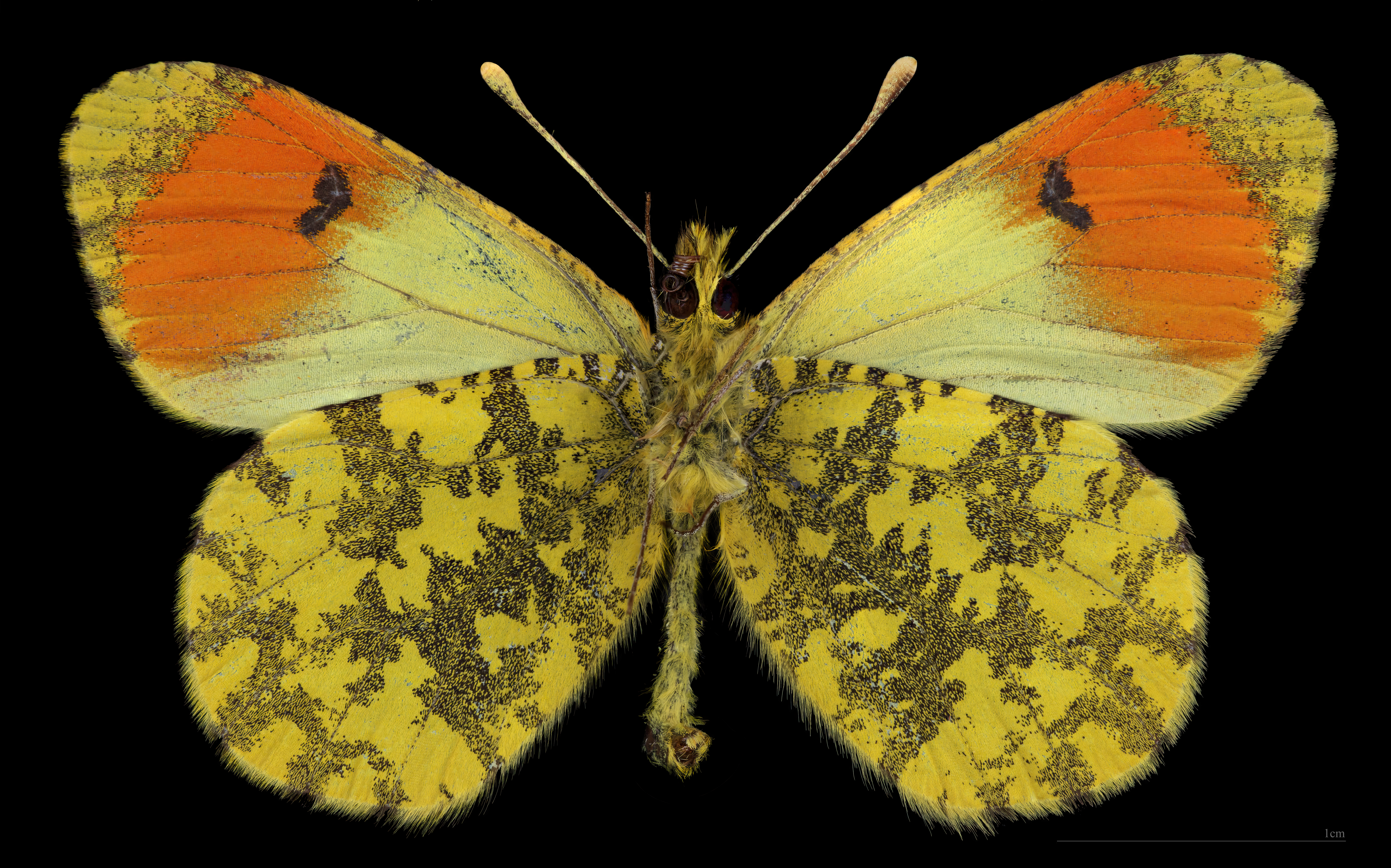
Anthocharis damone ♂   △

## Спосіб життя
Метелики літають з квітня по червень. Самиці відкладають яйця поштучно. Новонароджені гусениці лимонного кольору. На старшому віці набувають зелене забарвлення. Гусениці живляться на різних видах вайди (Ísatis). Перший час поїдають квіти, потім можуть годуватися на недозрілому насінні, плодах і листі.

## Підвиди
- Anthocharis damone eunomia Freyer, 1851.
- Anthocharis damone fickleri Seyer, 1985.